# Samuel Cahen
Pour les articles homonymes, voir Cahen.
Samuel Cahen est un journaliste et hébraïsant français du XIXe siècle (né à Metz le 4 août 1796 et mort à Paris le 8 janvier 1862). Il est principalement connu pour avoir réalisé la première traduction juive de la Bible en français.

## Éléments biographiques
Élevé à Mayence, il suit un cursus d'études rabbiniques et consacre parallèlement beaucoup de temps aux langues et aux littératures modernes. Après avoir terminé ses études il devient précepteur en Allemagne. En 1822, il se rend à Paris, où il prend la direction de l'École consistoriale élémentaire juive, poste qu'il occupe jusqu'en 1836. En 1840 il fonde les Archives israélites.
Fait chevalier de la Légion d'honneur en 1849, il est inhumé au cimetière du Père-Lachaise (division 7).
Son fils, Isidore, est l'un des fondateurs de l'Alliance israélite universelle.

## Œuvre
Son grand-œuvre est la traduction de la Bible juive en français, avec texte hébreu sur la page opposée ainsi que des notes critiques et des études dues à lui-même et à d'autres. L'édition entière, qui faisait dix-huit volumes, a paru à Paris en 1851. En dépit de critiques, qui reprochaient à l'auteur d'avoir manqué de jugement dans le choix des matériaux, l'entreprise a exercé une grande influence sur toute une génération de Juifs français.
Outre ce travail monumental, Cahen est l'auteur des ouvrages suivants :
- Cours de lecture hébraïque, suivi de plusieurs prières, avec traduction interlinéaire, et d'un petit vocabulaire hébreu-français, Metz, 1824
- Précis d'instruction religieuse, 1829
- Une nouvelle traduction française de la Haggadah de Pâque, Paris, 1831-1832
- Almanach Hébreu, 1831.

## Sources
(en) « Samuel Cahen », dans Encyclopædia Britannica , 1911 (lire sur Wikisource).